# Pogorzela (Olszanka)
Pogorzela (deutsch Pogarell) ist ein Ort in der Landgemeinde Olszanka (Alzenau) im Powiat Brzeski der Woiwodschaft Opole in Polen.

## Geographie
Pogorzela liegt rund einen Kilometer südöstlich von Olszanka, acht Kilometer südöstlich von Brzeg (Brieg) und etwa 30 Kilometer nordwestlich von Opole Oppeln in der Nizina Śląska an der Droga wojewódzka 462.
Nachbarorte von Pogorzela sind im Norden Gierszowice (Giersdorf), im Osten Janów (Johnsdorf), im Süden Czeska Wieś (Böhmischdorf), im Südwesten Jankowice Wielkie (Groß Jenkwitz) und im Nordwesten der Gemeindesitz Olszanka (Alzenau).

## Geschichte

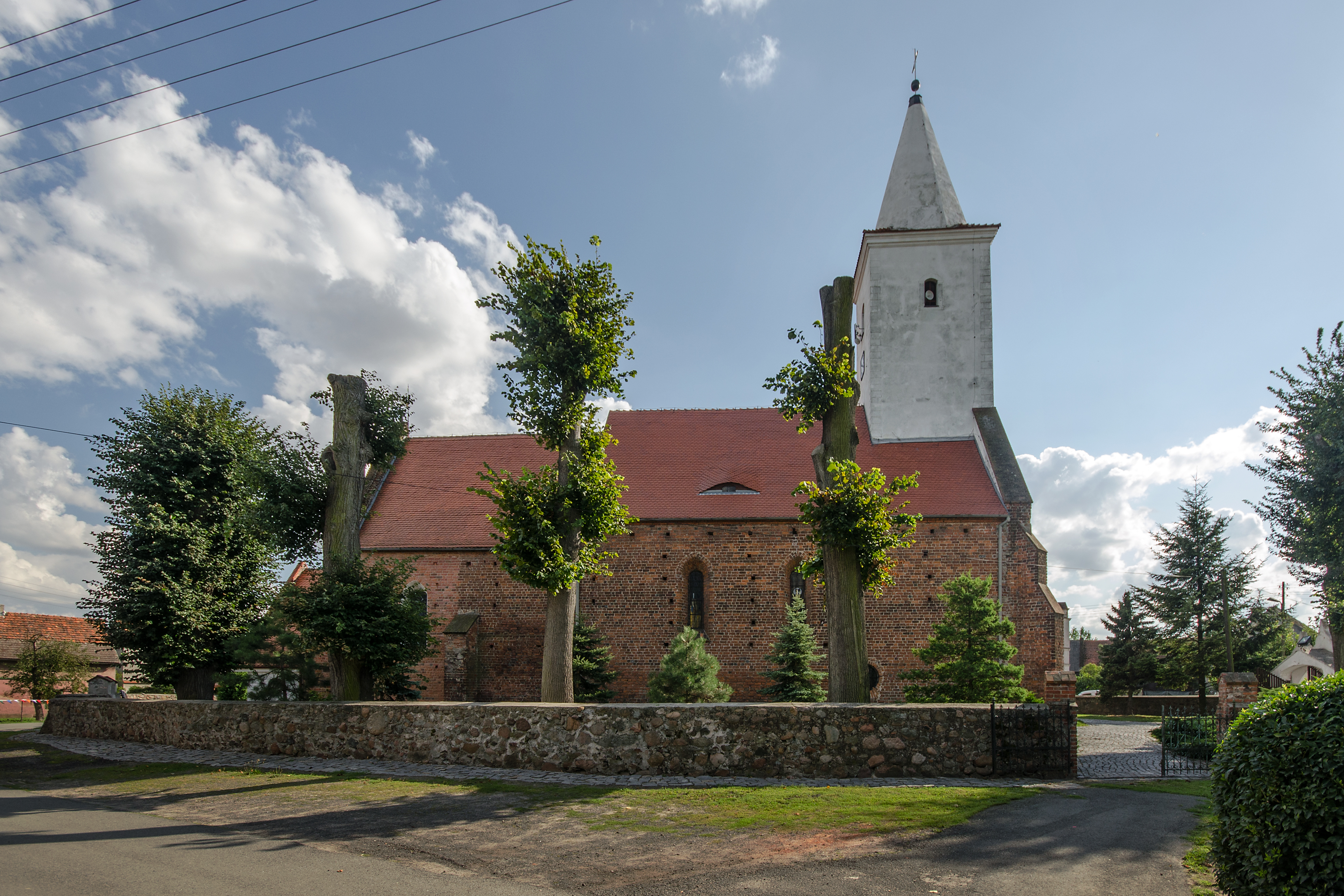
Herz-Jesu-Kirche

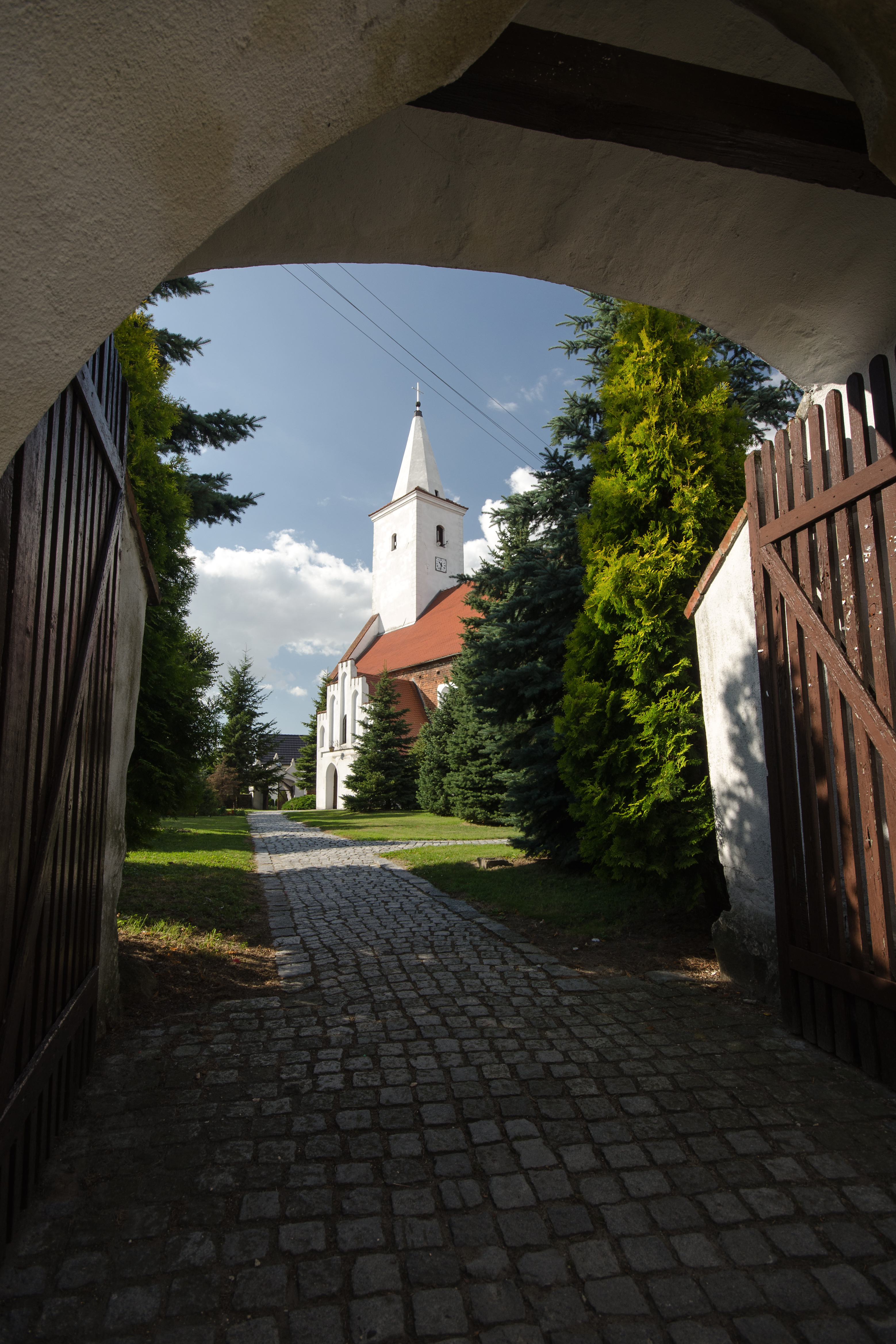
Blick zur Herz-Jesu-Kirche

Der Ortsname von Pogarell weist auf die enge Bindung mit den Rittern von Pogarell hin, die die Grundherrschaft über Pogarell und weitere Orte der Umgebung innehatten. Pogarell besaß schon sehr früh eine Kirche, die eine Filiale von Michelau war. Die erste urkundliche Erwähnung des Ortes fällt in das Jahr 1272. Es ist eine Schenkungsurkunde über zwei Huben Land im Ort an einen Kaplan namens Arnold durch die Witwe des Grafen Predslaw von Michelau. 1315 wurde der Ort als Porella erwähnt.
Nach der Reformation wurde die Kirche etwa um 1535 protestantisch und blieb dies bis 1945.
Pogarell war Teil des Herzogtums Brieg und kam mit diesem 1329 unter die Herrschaft Böhmens und fiel erst 1675 mit dem Aussterben der Brieger Piasten an Böhmen. Nach dem Ersten Schlesischen Krieg 1742 fiel Pogarell mit dem größten Teil Schlesiens an Preußen.
Nach der Neuorganisation der Provinz Schlesien gehörte die Landgemeinde Pogarell ab 1818 zum Landkreis Brieg im Regierungsbezirk Breslau. 1845 bestanden im Dorf eine evangelische Kirche, eine evangelische Schule, und weitere 112 Häuser. Im gleichen Jahr lebten in Pogarell 534 Menschen, davon 18 katholisch. 1874 wurde der Amtsbezirk Alzenau gegründet, zu dem Pogerell eingegliedert wurde. 1885 lebten 405 Menschen in Pogarell.
Das Straßendorf Pogarell wuchs im Laufe der Zeit mit dem westlich gelegenen Ort Alzenau zusammen, trotzdem bildeten beide selbstständige Gemeinden. Als Folge des Zweiten Weltkriegs fiel Pogarell 1945 wie der größte Teil Schlesiens unter polnische Verwaltung. Nachfolgend wurde der Ort in Pogorzela  umbenannt und der Woiwodschaft Schlesien angeschlossen. 1950 wurde es der Woiwodschaft Oppeln eingegliedert.  Mit der Vertreibung der meisten Deutschen und der polnischen Neubesiedlung veränderte sich die Religionszugehörigkeit der Einwohner, so dass 1957 die evangelische Kirche zur katholischen Pfarrkirche wurde. Auch wenn Pogorzela von jeher mehr Einwohner hat, ist Olszanka der Sitz der Landgemeinde. 1999 kam der Ort zum neu gegründeten Powiat Brzeski (Kreis Brieg).

### Einwohnerentwicklung
| Jahr | Einwohner |
| ---- | --------- |
| 1845 | 534       |
| 1910 | 568       |
| 1933 | 531       |
| 1939 | 525       |

## Sehenswürdigkeiten
- Die ehemals evangelische Herz-Jesu-Kirche (kościół p.w. Najświętszego Serca Jezusowego) ist eine für das Brieger Land typische mittelalterliche Backstein-Dorfkirche. Sie ist für das Jahr 1273 erstmals bezeugt und wurde in ihrer heutigen Form samt Kirchhofsmauer im 14. Jahrhundert und 15. Jahrhundert, der Frontturm um das Jahr 1600 errichtet.[8] Im Chorraum finden sich bedeutende gotische Fresken vom Ende des 15. Jahrhunderts, weshalb die Kirche eine Station des 53 km langen Kulturwegs der Brieger Polychromien (Szlak Polichromii Brzeskich) ist.[9] Das Schloss steht seit 1964 unter Denkmalschutz.[10]

## Söhne und Töchter des Ortes
- Preczlaw von Pogarell (1299–1376)[11]; bedeutendster Fürstbischof von Breslau